# ألاباها (جورجيا)
ألاباها (بالإنجليزية: Alapaha, Georgia)‏ هي بلدة تقع في مقاطعة بيرين، جورجيا بولاية جورجيا في الولايات المتحدة. تبلغ مساحتها 2.6 (كم²)، وترتفع عن سطح البحر 87 م، بلغ عدد سكانها 668 نسمة في عام 2010 حسب إحصاء مكتب تعداد الولايات المتحدة وتصل الكثافة السكانية فيها 262.3 نسمة/كم2.

## وصلات خارجية
- The US50 - Cities and Towns in Georgia State
- Georgia Cities and Towns, Facts, Map, Flag, Colleges, Government, and More